# 福井県道154号高柳矢地線
福井県道154号高柳矢地線（ふくいけんどう154ごう たかやなぎやじせん）は福井県坂井市とあわら市を結ぶ一般県道である。

## 路線概要
坂井市の福井県道106号とあわら市の福井県道123号とを繋ぐ路線である。一般県道同士の接続だが、起点の交差点は福井県道20号と福井県道106号そして当路線との五叉路となっているため、実質的に主要地方道とも接続しているともいえる。南の福井県道106号、北の福井県道101号と共に嶺北北西部を東西に走り、この地域の交通を包括的に担っている。

### 路線データ
- 起点：福井県坂井市坂井町高柳
- 終点：同県あわら市矢地

## 通過する自治体
- 福井県
  - 坂井市 - あわら市

## 道路状況
片側1車線の確保された一般的な県道と呼べる区間と住宅街の中を1.5車線程度の狭路がクネクネと進む区間が断続的に繰り返す路線である。南北に走る路線と接続したあと規格が入れ替わるので、利用は基本的に部分部分となっている。しかし狭路の区間も住宅街を避けるようにして新道の建設が進んでおり、近い将来前線快走路となることが期待される道路である。

## 接続路線
- 福井県道20号三国春江線（坂井市三国町池見・池見口交差点、起点にて間接的に接続）
- 福井県道106号三国丸岡停車場線（坂井市坂井町高柳、起点）
- 福井県道5号福井加賀線（坂井市坂井町大味・大味下交差点）
- 福井県道109号南横地芦原線（坂井市坂井町東・大関公民館前交差点）
- 福井県道29号福井金津線（坂井市坂井町上関・大関交差点）
- 福井県道9号芦原丸岡線・福井県道257号坂井金津線（坂井市坂井町安光・安光交差点 - あわら市池口・池口交差点で重複）
- 福井県道123号芦原温泉停車場北野線（あわら市矢地、終点）

## 沿線
- えちぜん鉄道三国芦原線 大関駅